# Petriș
Petriș (en hongrois : Marospetres) est une commune du județ d'Arad, Roumanie qui compte 1 525 habitants.
La commune est composée de 6 villages : Corbești, Ilteu, Obârșia, Petriș, Roșia Nouă et Seliște.

## Culture
D'après le recensement de 2011, la commune compte 1 525 habitants, en forte baisse par rapport au recensement de 2002 où elle en comptait 1 871.